# Жданово (Кадомский район)
Жда́ново — деревня в Кадомском районе Рязанской области. Входит в состав Енкаевского сельского поселения.

## География
Деревня находится в восточной части Рязанской области, на расстоянии приблизительно 10 км (по прямой) к северо-западу от рабочего посёлка Кадом, административного центра района.

### Часовой пояс
Деревня Жданово, как и вся Рязанская область, находится в часовой зоне МСК (московское время). Смещение применяемого времени относительно UTC составляет +3:00.

## История
В XVI веке принадлежала служилым татарам. В 1862 году в деревне Темниковского уезда Тамбовской губернии насчитывалось 22 двора, проживало 246 человек. В советское время работал колхоз «Ленинский путь».

## Население
| 1984 | 2010 |
| ---- | ---- |
| 20   | ↘0   |